# Паспорт подданного Люксембурга
Паспорт гражданина Люксембурга — документ, который выдается подданным Великого герцогства Люксембург для совершения поездок за границу (за границы Европейского Союза и Европейской экономической зоны). Для совершения поездок по ЕС достаточно иметь идентификационную карточку.
С 28 августа 2006 года выдаются биометрические паспорта. Биометрические паспорта Люксембурга действительны в течение пяти лет для лиц в возрасте от четырёх лет и старше и в течение двух лет для детей младше четырёх лет.
Согласно Индексу паспортов Хенли за 2022 год, граждане Люксембурга могут посещать 189 стран без визы или с визой, выдаваемой по прибытии. Кроме того, Всемирная туристская организация также опубликовала отчет от 15 января 2016 года, в котором люксембургский паспорт занимает 1-е место в мире (вместе с Британским, Датским, Финским, Немецким, Итальянским и Сингапурским паспортами) с точки зрения свободы передвижения, с индексом мобильности 160 (из 215 стран безвизовый режим оценивается в 1 балл, виза по прибытии — в 0,7 балла, электронная виза — в 0,5 балла, а традиционная виза — в 0 балла).
Каждый гражданин Люксембурга является гражданином Европейского союза. Он может жить и работать в любом государстве-члене ЕС в результате реализации права на свободу передвижения, предусмотренного статьей 21 Договора о функционировании Европейского союза.
Гражданин Люксембурга также является гражданином государства-члена Европейской экономической зоны. Директива о правах граждан определяет право на свободное передвижение для граждан ЕЭЗ, в которую входят три члена ЕАСТ: Исландия, Норвегия и Лихтенштейн, а также государства-члены ЕС. Швейцария, которая является членом ЕАСТ, но не входит в ЕЭЗ, имеет отдельное многостороннее соглашение о свободном передвижении с ЕС и его государствами-членами. Итого люксембургский паспорт вместе с удостоверением личности обеспечивает свободу передвижения в любом из государств ЕС / ЕЭЗ / ЕАСТ / Швейцарии.